# Теоремы Янга и Ли
Теоремы Янга и Ли — теоремы о свойствах большой статистической суммы квантовых статистических систем. Были сформулированы и доказаны Ч. Ли и Ч. Янгом в 1959 году. 

## Общие условия
Рассмотрим квантовую статистическую систему. Пусть {\displaystyle G(z,V)} — большая статистическая сумма системы, {\displaystyle V} — объём системы, {\displaystyle z} — активность.

## Первая теорема Янга и Ли
Предположим, что при {\displaystyle V\rightarrow \infty } площадь поверхности увеличивается не быстрее, чем {\displaystyle V^{\frac {2}{3}}}. Тогда предел {\displaystyle \lim _{V\to \infty }[V^{-1}\ln G(z,V)]} существует при всех {\displaystyle z>0}. Этот предел не зависит от формы объёма {\displaystyle V} и является непрерывной неубывающей функцией {\displaystyle z}.

## Вторая теорема Янга и Ли
Пусть {\displaystyle R} есть область в комплексной плоскости {\displaystyle z}, содержащая отрезок положительной действительной оси и не содержащая корней уравнения {\displaystyle G(z,V)=0} при любом {\displaystyle V}. Тогда для всех {\displaystyle z}, лежащих в области {\displaystyle R}, величина {\displaystyle V^{-1}\ln G(z,V)} равномерно сходится к пределу при {\displaystyle V\rightarrow \infty }. Этот предел является аналитической функцией {\displaystyle z} для всех {\displaystyle z}, лежащих в области {\displaystyle R}.

## Пояснения
Большая статистическая сумма в квантовой статистической механике даётся выражением {\displaystyle G(z,V,T)=\sum _{N=0}^{\infty }z^{N}Q_{N}(V,T)}, где {\displaystyle Q_{N}(V,T)=\sum _{n}e^{-\beta E_{n}}}.